# Caulaincourt, Aisne
Caulaincourt är en kommun i departementet Aisne i regionen Hauts-de-France i norra Frankrike. Kommunen ligger i kantonen Vermand som ligger i arrondissementet Saint-Quentin. År 2022 hade Caulaincourt 144 invånare.

## Befolkningsutveckling
Antalet invånare i kommunen Caulaincourt
Referens: INSEE